# Брорсон, Андерс
А́ндерс Бро́рсон (англ. Aanders Brorson; род. 29 апреля 1988, Калгари, Альберта) — американский кёрлингист.

## Достижения
- Чемпионат мира по кёрлингу среди юниоров: золото (2008), бронза (2009).
- Чемпионат США по кёрлингу среди юниоров: золото (2007, 2008, 2009).

## Команды
| Сезон   | Четвёртый      | Третий         | Второй          | Первый          | Запасной    | Тренер         | Турниры                                   |
| ------- | -------------- | -------------- | --------------- | --------------- | ----------- | -------------- | ----------------------------------------- |
| 2003—04 | Крис Плайс     | Андерс Брорсон | Kyle Coldagelli | Carl Ball       | Matt Zbylut | Seppo Sormunen | ЧСШАЮ 2004 (5 место) ЧМЮ-Б 2004 (7 место) |
| 2004—05 | Крис Плайс     | Андерс Брорсон | Mark Moore      | Grant Rahn      | Brian Brown |                | ЧСШАЮ 2005 (5 место)                      |
| 2005—06 | Андерс Брорсон | Aaron Ward     | Joel Cooper     | Matt Zyblut     |             |                |                                           |
| 2006—07 | Крис Плайс     | Андерс Брорсон | Мэттью Перашек  | Joel Cooper     | Josh Bahr   | Филл Дробник   | ЧСШАЮ 2007 · ЧМЮ 2007 (5 место)           |
| 2007—08 | Крис Плайс     | Андерс Брорсон | Мэттью Перашек  | Мэттью Хэмилтон | Daniel Plys | Филл Дробник   | ЧСШАЮ 2008 · ЧМЮ 2008                     |
| 2008—09 | Крис Плайс     | Андерс Брорсон | Мэттью Перашек  | Мэттью Хэмилтон | Aaron Wald  | Филл Дробник   | ЧСШАЮ 2009 · ЧМЮ 2009                     |
| 2009—10 | Крис Плайс     | Филл Дробник   | Андерс Брорсон  | Tim Drobnick    |             |                |                                           |
| 2011—12 | Тайлер Джордж  | Крис Плайс     | Рич Руохонен    | Андерс Брорсон  |             |                | ЧСША 2012 (8 место)                       |

(скипы выделены полужирным шрифтом)